# Melanie Skillman
Melanie Skillman (* 23. September 1954 in Reading, Pennsylvania) ist eine ehemalige US-amerikanische Bogenschützin.

## Karriere
Melanie Skillman gehörte zum US-amerikanischen Aufgebot bei den Olympischen Spielen 1988 in Seoul, als der Mannschaftswettbewerb im Bogenschießen sein Debüt im olympischen Wettkampfprogramm gab. Im Einzel erreichte Skillman zunächst das Halbfinale, das sie mit 311 Punkten als Zehnte beendete und das Finale somit verpasste. Mit der Mannschaft, die außerdem Deborah Ochs und Denise Parker umfasste, schaffte sie dagegen den Finaleinzug. Die US-Amerikanerinnen schlossen den Wettkampf mit 952 Punkten ab und waren damit wie die Indonesierinnen punktgleich hinter dem siegreichen Team aus Südkorea, die 982 Punkte erzielt hatten. Im Stechen um die Silbermedaille unterlagen Skillman, Ochs und Parker mit 67:72 gegen Indonesien und erhielt somit Bronze.
Auf nationaler und regionaler Ebene sicherte sich Skillman 1985 den US-amerikanischen Landesmeistertitel im Feldbogenschießen, zudem war sie achtfache Staatsmeisterin Pennsylvanias.